# Capitita ambiseta
Capitita ambiseta är en ringmaskart som beskrevs av Hartman 1947. Capitita ambiseta ingår i släktet Capitita och familjen Capitellidae. Inga underarter finns listade i Catalogue of Life.